# Jindřich Pruský (1862–1929)
Princ Jindřich Pruský (německy Albert Wilhelm Heinrich von Preußen; 14. srpna 1862 Berlín – 20. dubna 1929 Barkelsby) byl mladší bratr německého císaře Viléma II. z rodu Hohenzollernů a pruský princ. Byl také jedním z vnuků britské královny Viktorie. Působil jako námořní důstojník a zastával různé pozice u císařského německého námořnictva. Nakonec dosáhl hodnosti velkoadmirála a byl generálním inspektorem námořnictva.

## Život
Princ Jindřich se narodil v Berlíně jako třetí dítě a druhý syn z osmi dětí, které se narodily korunnímu princi Fridrichu Vilémovi (později císař Fridrich III. Pruský) a Viktorii Sasko-Koburské (později císařovna Viktorie), nejstarší dceři britské královny Viktorie. Jindřich byl o tři roky mladší než jeho bratr, budoucí císař Vilém II.(narozen 27. ledna 1859). 
Po navštěvování gymnázia v Kasselu, které opustil v roce 1877, vstoupil patnáctiletý Henry do programu kadetů císařského námořnictva. Jeho námořní vzdělání zahrnovalo dvouletou plavbu kolem světa (1878 až 1880), námořní důstojnické zkoušky (Seeoffizierhauptprüfung) v říjnu 1880 a studium na německé námořní akademii (1884 až 1886).

#### První světová válka
Na začátku první světové války byl princ Jindřich jmenován vrchním velitelem Baltského loďstva. Přestože prostředky, které měl k dispozici, byly mnohem horší než ruská Baltská flota, podařilo se mu až do revoluce v roce 1917 zatlačit ruské námořní síly daleko do defenzivy a zabránit jim v útocích na německé pobřeží. Po skončení válečných akcí s Ruskem byla jeho mise ukončena a princ Jindřich jednoduše opustil aktivní službu. S koncem války a rozpadem monarchie v Německu princ Jindřich opustil námořnictvo.

## Rodina
24. května 1888 se Jindřich oženil s princeznou Irenou Hesensko-Darmstadtskou, svou sestřenicí z prvního kolena. Jeho umírající otec, německý císař Fridrich III. a jeho matka císařovna Viktorie byli přítomni. Z manželství vzešly tři děti:
- Waldemar Pruský (20. března 1889 – 2. května 1945) – roku 1919 si vzal princeznu Kalistu Lippsko-Biesterfeldskou, žádní potomci.
- Zikmund Pruský (27. listopadu 1896 – 14. listopadu 1978) – roku 1919 si vzal princeznu Šarlotu Sasko-Altenburskou, 2 potomci.
- Jindřich Pruský (9. ledna 1900 – 26. února 1904) – trpěl hemofilií a zemřel ve čtyřech letech na úraz hlavy.